# میکائیل تر-میکائیلیان
میکائیل لوونی تر-میکائلیان (ارمنی: Միքայել Լևոնի Տեր-Միքայելյան؛ زادهٔ ۱۱ نوامبر ۱۹۲۳ - درگذشته ۳۰ ژانویهٔ ۲۰۰۴) یک فیزیک‌دان  اهل ارمنستان بود.

## زندگی‌نامه
در ۱۱ نوامبر ۱۹۲۳ در تفلیس به دنیا آمد و از دانشگاه دولتی ایروان، انستیتو فیزیک لبدف و آکادمی علوم روسیه فارغ‌التحصیل شد. وی عضو فرهنگستان ملی علوم ارمنستان بود. وی در انستیتو فیزیک لبدف فعالیت می‌کرد. وی همچنین برنده نشان دوستی خلق، دانشمند شایسته جمهوری ارمنستان (۲۰۰۳)، جایزه دولتی ارمنستان شوروی و جایزه سوروس شده است. وی در ۳۰ ژانویهٔ ۲۰۰۴ در سن ۸۰ سالگی در آشتاراک درگذشت.

## نگارخانه

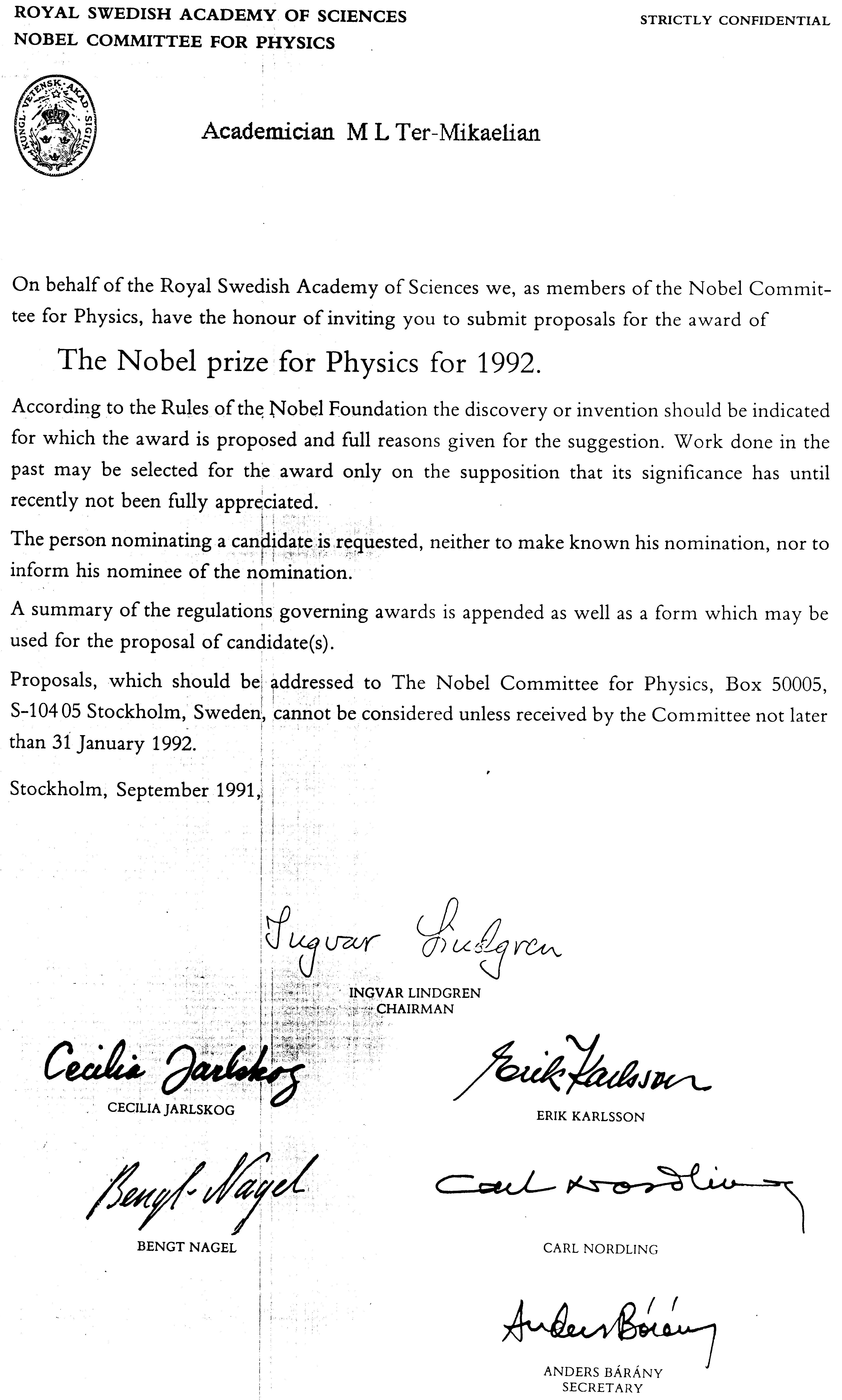
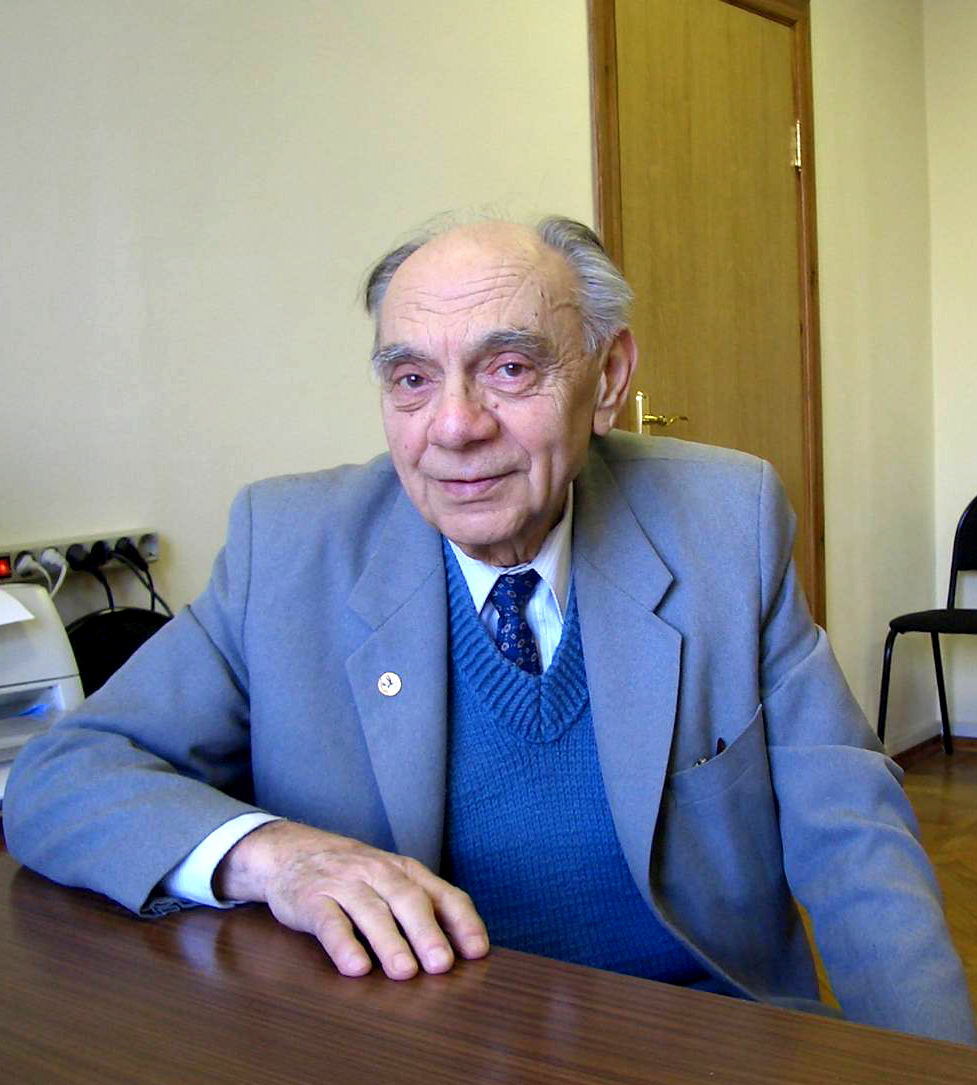
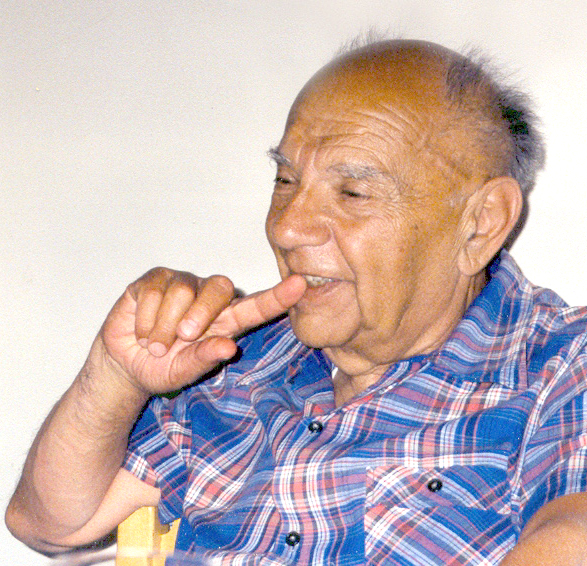
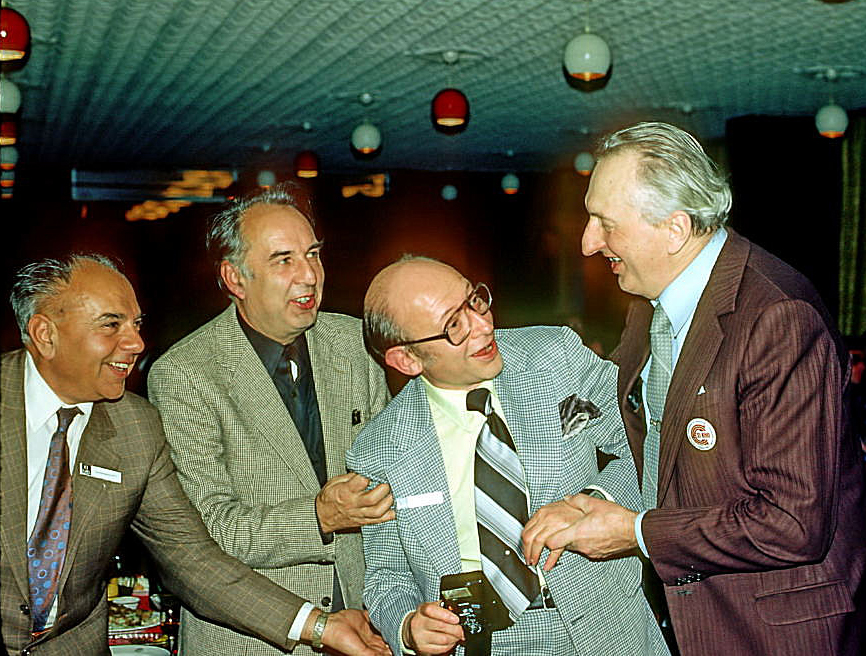
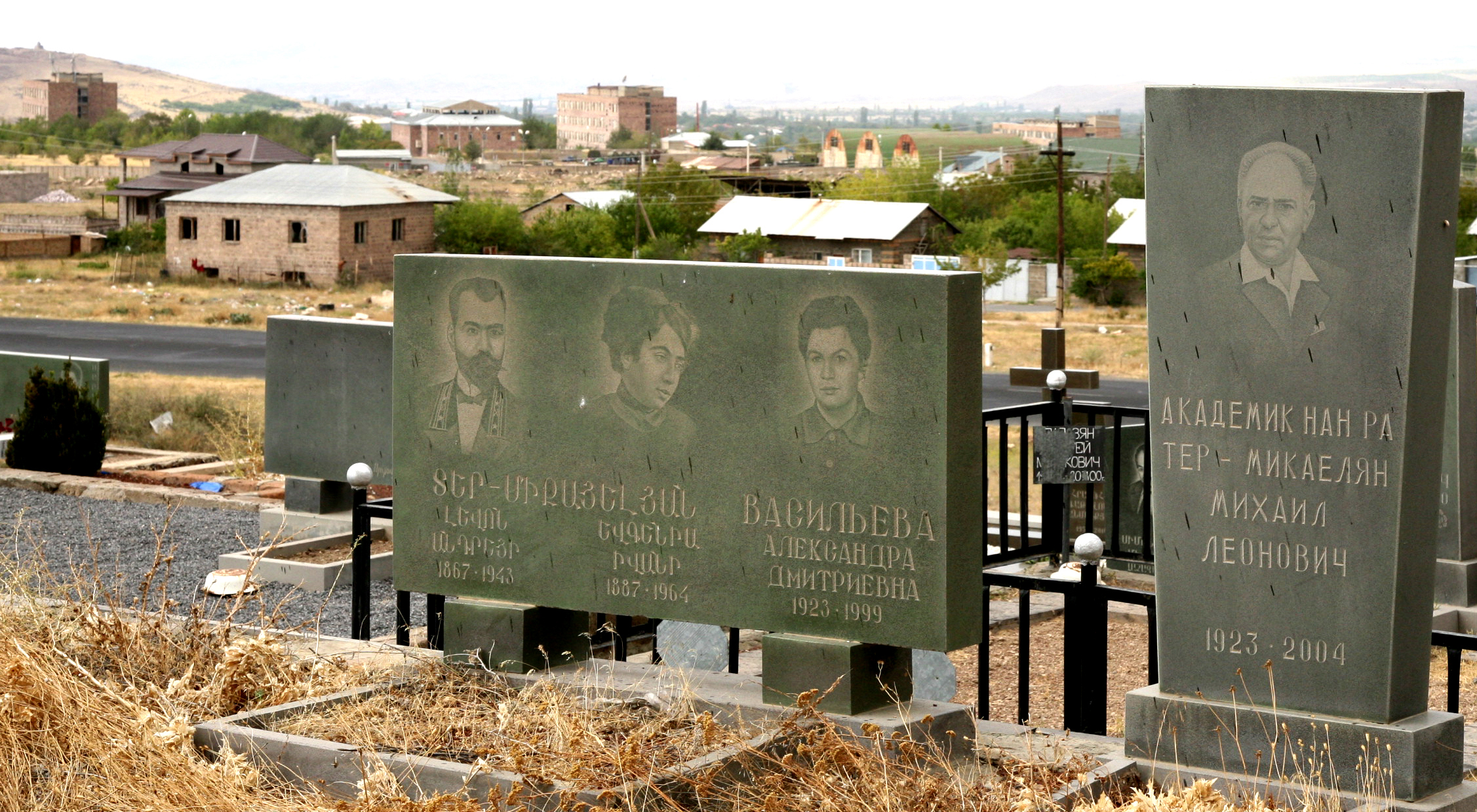
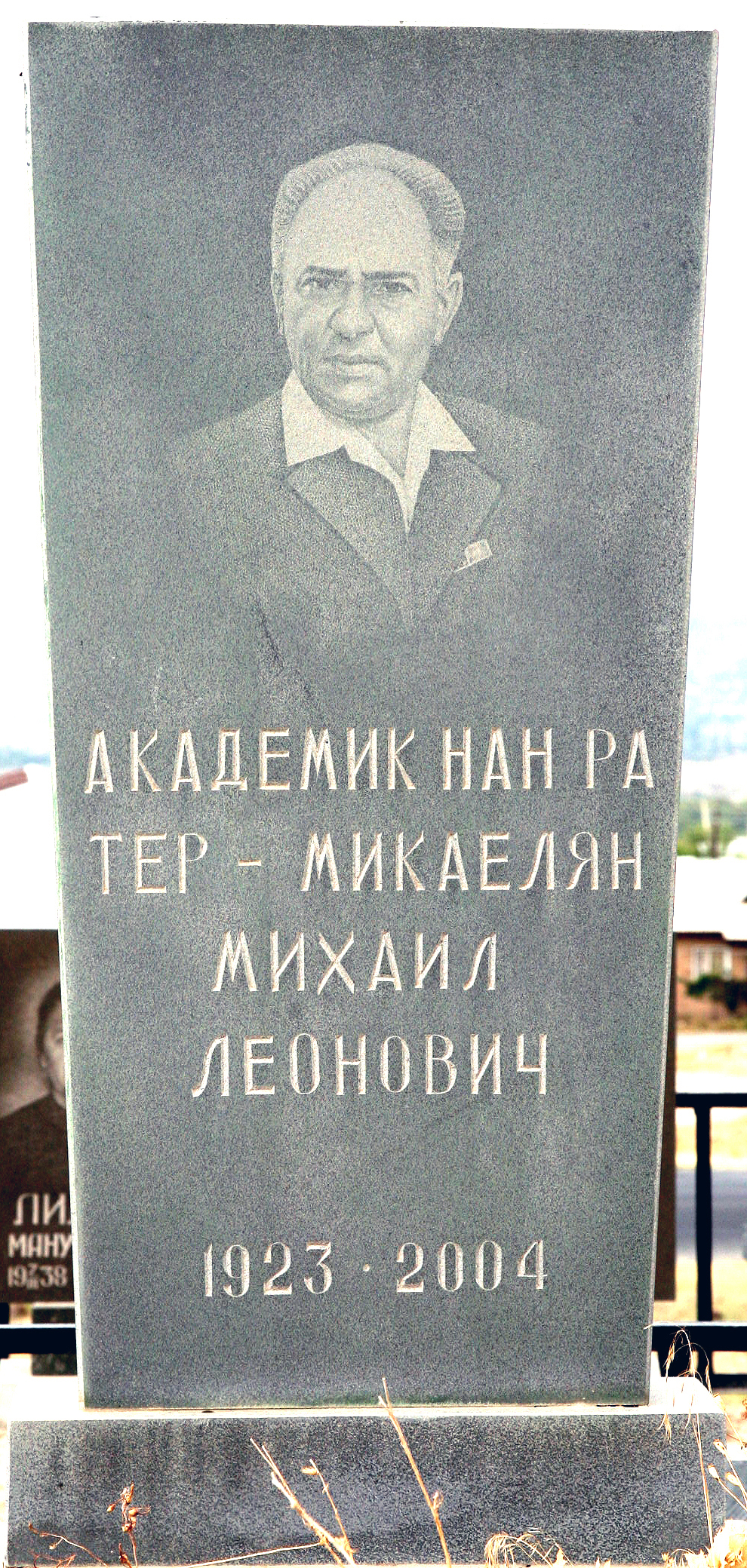
آرامگاه تر-میکائیل در آرامستان خانوادگی در آشتاراک

## یادداشت
1. ↑  ֆիզիկամաթեմատիկական գիտությունների դոկտոր
2. ↑  Ալեքսանդրա Դմիտրիեվնա Վասիլեվա
3. ↑  միացյալ ռադիացիոն լաբորատորիա
4. ↑  Ֆիզիկական հետազոտությունների ինստիտուտ